# Ben Reeves
Ben Reeves, né le 19 novembre 1991 à Verwood dans le Dorset en Angleterre, est un footballeur international nord-irlandais. Il évolue au poste de milieu de terrain au Gillingham FC.

## Biographie

### En club
Ben Reeves est formé au sein du club de Southampton. Afin de gagner du temps de jeu, il est successivement prêté à Dagenham & Redbridge, puis à Southend United, clubs de League Two (quatrième division).
En 2013, il quitte son club formateur, et s'engage avec l'équipe de Milton Keynes Dons, qui évolue en League One (troisième division). Le 4 janvier 2014, il inscrit deux buts contre l'équipe de Wigan, à l'occasion du 3e tour de la FA Cup. Le 21 février 2015, il inscrit à nouveau un doublé, cette fois-ci en championnat, face au club de Peterborough United.
Le 3 août 2017, il s'engage avec Charlton Athletic.
Le 1er août 2019, il rejoint Milton Keynes Dons.
Le 3 septembre 2020, il rejoint Plymouth Argyle.
Le 15 juin 2021, il rejoint Gillingham.

### En équipe nationale
Il reçoit sa première sélection en équipe nationale le 14 octobre 2014 contre l'équipe de Grèce. Ce match compte pour les éliminatoires de l'Euro 2016.